# Kraska (rzeka)
Kraska – rzeka, prawy dopływ Jeziorki o długości 28,84 km.
Płynie w województwie mazowieckim. Swój początek bierze w okolicach Małej Wsi w powiecie grójeckim, po czym kieruje się na południowy wschód przez Belsk Duży w kierunku Lewiczyna. W okolicach Zaborowa przepływa pod drogą krajową nr 7, a następnie płynie przez Warpęsy, Wolę Boglewską, Częstoniew i Żyrów, w którym przyjmuje swój lewy dopływ Molnicę. Na wysokości wsi Wola Boglewska jest zasilana wodą kanału (Kanał Czarna-Kraska) od rzeki Czarnej. Bieg swój kończy w pobliżu Gościeńczyc, wpadając do Jeziorki.
Jest rzeką w większości uregulowaną i należy do rzek III klasy.